# Kapela Svetog Ivana Trogiranina
Kapela Svetog Ivana Trogiranina poznata i kao kapela Orsini jedan je od najljepših renesansnih spomenika u Evropi, koju krase majstorska dela Nikole Firentinca, Andrije Alešija i Ivana Duknovića. Izgrađena je uz severni zid trogirske katedrale Svetog Lovre na mestu gde se do tada nalazila jedna privatna kuća.

## Položaj
Kapela Svetog Ivana Trogiranina se nalazi u sastavu katedrale Svetog Lovre u Ulici Trg Ivana Pavla II, u istorijskom jezgru u Dalmatinskom gradu Trogiru, u Republici Hrvatskoj.

## Istorija
Sveti Ivan Trogiranin u čiju čast je izgrađena ova kapela pre nego što je postao trogirski biskup (u 11. i 12.  veku), bio je redovnik pustinjak, benediktinac kamaldoljanin iz Osora, u samostanu sa ostrva Cresa. Tamo je ostvario poznanstvo s tadašnjim splitskim nadbiskupom Lovrom, sa kojim je u pratnji poslanika pape Aleksandra II,  u 11. veku prolazio južnohrvatskim krajevima, pored ostalog i Trogirom. Tada su ga Trogirani zamolili da im za biskupa postavi Ivana, svetog i učenog svećenika, jer je njihova biskupska stolica bila ispražnjena. Poslanik je uslišao njihove molbe, a Ivana je za trogirskog biskupa postavio splitskog nadbiskupa Lovru, također nekadašnjeg redovnika u osorskom benediktinskom samostanu svetog Petra.
Postavši biskup  Trogira negovao je bogatu pastoralnu aktivnost, zalagao se za grgurovsku reformu Crkve i promovisao hrvatski identitet dalmatinskih gradova. Osnovao je i samostan benediktinki koji još i danas postoji nedaleko od katedrale. U vremenu u kojem je živeoi Ivan Trogiranin dogodio se i uspon hrvatskih vladara i gubitak domaće dinastije. Ivan Trogiranin je pozivao na mir, zalagao se za pravednost i ljudske živote, a među zavađenima je posredovao u njihovom pomirenju.
Službu trogirskog biskupa obavljao je prema nekim izvorima više od 40 godina, od 1064. do 1111. Preminuo je u Trogiru, verojatno pre 1111.godine. Pripisivala su mu se mnoga čudesa pa ga je narod u Trogiru i okolini izuzetno poštovao, do današnjeg dana.
Trogirani mu nisu zaboravili to što je 1105. godine zaštitio Trogir od hrvatsko-ugarskog kralja Kolomana koji je odlučio razoriti  grad. Kako je puno dobrote  ostavio Ivan Trogiranin za sebom Trogiru crkva ga je proglasila svetim.
Izgradnja kapele u čast Svetog Ivana Trogiranina počela je 4. januara 1468. godine, kada su Andrija Aleši i Nikola Firentinac potpisali s trogirskim kapitolom ugovor o izgradnji kapele Svetog Ivana Trogiranina. Prema nacrtima (u stilu Jupiterovog hrama u Dioklecijanovoj palati) za izgradnju kapele predviđen je prostor uz severni zid katedrale Svetog Lovre u Trogiru na mestu gde se do tada nalazila jedna privatna kuća.
Gradnja kapele tekla je sporo i nastavljena je pune tri decenije. Međutim, neke skulpture su postavljene kasnije, u 16. veku. Program izgradnje nije u potpunosti sproveden, jer se stalno menjaa, a prvobitno planirani oltar za kapelu nije napravljen. U doba baroka dolazi do promena, nakon čega se počinje koristiti šareni mermer. Ipak se prvobitni renesansni projekat pokazao skladnim i ubedljivim, tako da sve naknadne promene nisu mnogi štetile prvobitnoj ideji.
Skulpture za niše su klesani između 1482. do 1559. godine, dok su kipovi Blagovesti na ulaznom luku kapele nastali u najranijoj fazi izgradnje.
Telo Svetog Ivana preneseno je u kapelu 1681. godine. Mramorni anđeli na oltaru izrađeni su 1773. godine. Do 1883. godine kapela je služila i kao mauzolej trogirskih biskupa.

## Izgled
Ova sakristija i kapela, koja je prema zapisu Radovanu Ivančeviću, najskladnija arhitektonsko- skulptoralna cjelina interijera što ju je umjetnost rane renesanse ostvarila u Europi rađena je prema prostornoj koncepciji Jupiterovog hrama u Dioklecijanovoj palati.
Ispod bačvastog svoda u dvadeset šest udubljenja uklesane su glave serafina što je prema Andriji Mutnjakoviću jedinstvena kompozicija nepoznata do tada u renesansnoj umetnosti.
Zidovi kapele podeljeni su u četiri zone: 
- Podnožje u obliku klupe.
- Friz sa bakljonošama — postavljen iznad podnožne klupe. Bakljonoše izlaze iz odškrinutih vrata Hada s bakljom koja simbolizuje gašenje života. Motiv je preuzet s rimskih sarkofaga i ima jasno simboličko značenje koje upućuju na funkciju kapele a to je smrt, odnosno počivalište biskupa Ivana Trogiranina umrlog 1111. godine. Pretpostavlja se da je Aleši izradio oko osam od ukupno devetnaest skulptura, dok je ostale izradio Nikola Firentinac.
- Središnju zonu sa nišama za skulpture — oblikovanu u obluku dubokih ovalnih niša sa motivom školjke na vrhu. Između niša su postavljeni tordirani stubovi sa stilizovanim korintskim kapitelima. U devetnaest niša smešteni su kipovi apostola i Hrista okruženog anđelima.
- atiku sa kružnim prozorskim otvorima — koja je u gornjemdelu sa okruglim prozorskim otvorima koji ne nose korintski kapitel  tordiranih stubova, već razigrani puti koji rukama pridržavaju venac.

Vajarski radovi u kapeli odaju nekoliko različitih autorskih rukopisa. Iako je utvrđivanje autorstva pojedinih dela izazvalo mnogobrojne stručne polemike. Prihvaćeno je mišljenje  da su skulpture u nišama radili sledeći autori:
- Sveti Jeronim - Andrija Aleši
- Toma Apostol - Ivan Duknović
- Sveti Ivan Evanđelist - Ivan Duknović
- Neutvrđeni svetac - Nikola Firentinac
- Sveti Pavao - Nikola Firentinac
- Sveta Marija - Nikola Firentinac
- Isus Hrist - Nikola Firentinac
- Sveti Ivan Krstitelj - Andrija Aleši
- Ivan Krstitelj - Nikola Firentinac
- Ivan Evanđelist - Nikola Firentinac
- Sveti Filip - Nikola Firentinac
- Neutvrđeni svetac - Andrija Aleši

Skulptura Device Marije pripisuje se Alešiju a skulptura Anđela atribuiran je kao rad Nikole Firentinca. Reljef Krunisanje Bogorodice, koji se nalazi iznad svečevog sarkofaga izradio je Nikola Firentinac. Firentinac je takođe izradio za kapelu i poprsje Boga Oca u središnjoj zoni svoda. Tokom 18. veka ovo poprsje zamenjeno je baroknom kopijom.
U kapeli su se također nalazile i četiri skulpture apostola Alessandra Vittorije koje su nakon baroknih izmena preneštene uz atiku zvonika.

## Stanje zaštite
Iako je kapela  konzervirana i restaurirana 2002. godine, na delovima unutrašnjih zidova početkom 2020-ih godina uočeno ljuskanje i osipanje kamena.

## Spoljašnje veze
- Gradska jezgra Trogira (jezik: hrvatski)